# Colopea tuberculata
Colopea tuberculata is een spinnensoort uit de familie Stenochilidae. De soort komt voor in Fiji.